# Eva Vrchlická mladší
Eva Vrchlická mladší (9. června 1911, Praha – 6. listopadu 1996, Kutná Hora[zdroj?]) byla česká baletní tanečnice a choreografka, v letech 1930 – 1939 členka baletu Národního divadla v Praze.

## Život
Pocházela z rodiny Evy Vrchlické, rozené Frídové, herečky Národního divadla, dcery básníka Jaroslava Vrchlického. Byla žačkou baletní mistryně Jelizavety Nikolské. V roce 1926 byla angažována v divadle Rokoko, v období 1930–1939 v Národním divadle v Praze . V letech 1940–1946 působila v Pražském dětském divadle Míly Mellanové. Následovalo angažmá jako choreografka v Divadle na Vinohradech (1941–1946) , v Divadle města Žižkova (sezóna 1947/1948), v Divadle filmového studia Praha (1948–1951), u Čs. cirkusů, lunaparků a varieté (1951–1953). Později následovala manžela Otomara Korbeláře v dalších angažmá – v Realistickém divadle Zdeňka Nejedlého (sezóna 1954/1955), v divadle na Kladně (1955–1957), kde asistovala v režii manželovi, který zde byl rok i ředitelem divadla, hercem a režisérem  a v Ústředním divadle československé armády (1957–1960).
V Národním divadle vystupovala v mimických a činoherních rolích. Rovněž spolupracovala choreograficky na činoherních inscenacích, zejména s režisérem Františkem Salzerem .
Z prvního manželství s tanečníkem a později profesorem dějin tance, Janem Reimoserem, se v roce 1932 narodila dcera Eva Košlerová, z manželství s Otomarem Korbelářem se v květnu roku 1945 narodila dcera  Marie. 1947 dcera Ludmila.

## Choreografie, výběr
- 1944 A. J. Lippl: Potulní muzikanti, Divadlo na Vinohradech, režie Antonín Kandert
- 1957 J. K. Tyl: Fidlovačka anev Žádný hněv a žádná rvačka, Ústřední divadlo československé armády (ÚDČA), režie J.Strejček
- 1959 J. K. Tyl: Lesní panna aneb Cesta do Ameriky, ÚDČA, režie Jan Škoda